# Cherry Gum
Cherry Gum är en låt av den svenska tjejgruppen Dolly Style som släpptes den 20 maj 2015. Låten komponerades av Emma Nors och Palle Hammarlund. Låtens musikvideo är för närvarande den mest sedda videon på Dolly Styles YouTube-kanal med 16 miljoner visningar i maj 2025, Det är också den första låten med Marielle Myhrberg som Polly efter att Emma Pucek lämnade gruppen. Den 5 januari 2017, framförde gruppen låten på TV4:s Nyhetsmorgon.